# Naturschutzgebiet Grundwassertal - Hollmecker Bachtal
Das Naturschutzgebiet Grundwassertal - Hollmecker Bachtal mit einer Größe von 89,9 ha liegt südwestlich von Titmaringhausen im Stadtgebiet von Medebach. Es wurde 2003 mit dem Landschaftsplan Medebach durch den Hochsauerlandkreis als Naturschutzgebiet (NSG) ausgewiesen. Das NSG ist ebenfalls Teil des Europäischen Vogelschutzgebietes Medebacher Bucht (DE-4717-401).

## Gebietsbeschreibung
Im NSG befinden sich das Grundwassertal und das Hollmecker Bachtal. Der Talgrund ist jeweils ein Grünlandbereich. An den teils steilen Talhängen befindet sich ein Rotbuchenwald. 

## Schutzzweck
Das NSG soll die Talbereiche mit ihrem Arteninventar schützen. Wie bei allen Naturschutzgebieten in Deutschland wurde in der Schutzausweisung darauf hingewiesen, dass das Gebiet „wegen der Seltenheit, besonderen Eigenart und Schönheit des Gebietes“ zum Naturschutzgebiet erklärt wurde.

## Pflanzenarten im NSG
Im NSG kommen gefährdete Pflanzenarten vor. Auswahl vom Landesamt für Natur, Umwelt und Verbraucherschutz Nordrhein-Westfalen dokumentierter Pflanzenarten im Gebiet: Acker-Witwenblume, Ährige Teufelskralle, Bach-Nelkenwurz, Bachbunge, Berg-Ehrenpreis, Berg-Platterbse, Bitteres Schaumkraut, Blutwurz, Breitblättriger Dornfarn, Breitblättriger Thymian, Brennender Hahnenfuß, Echtes Johanniskraut, Echtes Labkraut, Echtes Mädesüß, Echtes Springkraut, Eichenfarn, Feld-Ehrenpreis, Färber-Ginster, Frauenfarn, Gänseblümchen, Gamander-Ehrenpreis, Geflecktes Johanniskraut, Gegenblättriges Milzkraut, Gewöhnliche Kreuzblume, Gewöhnliche Pestwurz, Gewöhnlicher Dornfarn, Gewöhnlicher Tüpfelfarn, Gewöhnliches Ferkelkraut, Gras-Sternmiere, Großer Wiesenknopf, Hain-Gilbweiderich, Hain-Sternmiere, Harzer Labkraut, Heide-Nelke, Heidelbeere, Herbstzeitlose, Kleine Bibernelle, Kleine Braunelle, Kleiner Baldrian, Kleiner Dornfarn, Kleines Habichtskraut, Kohldistel, Kriechender Günsel, Magerwiesen-Margerite, Moschus-Malve, Quell-Sternmiere, Quellen-Hornkraut, Rippenfarn, Rundblättrige Glockenblume, Salbei-Gamander, Schlangen-Knöterich, Schwarze Teufelskralle, Spitzlappiger Frauenmantel, Sprossender Bärlapp, Sumpf-Dotterblume, Sumpf-Labkraut, Sumpf-Pippau, Sumpf-Schachtelhalm, Sumpf-Torfmoos, Sumpf-Veilchen, Sumpf-Vergissmeinnicht, Teich-Schachtelhalm, Trollblume, Vogel-Wicke, Wald-Engelwurz, Wald-Ehrenpreis, Wald-Storchschnabel, Waldmeister, Wiesen-Bärenklau, Wiesen-Flockenblume, Wiesen-Kerbel, Wiesen-Kümmel, Wiesen-Schaumkraut, Wildes Silberblatt, Zaun-Wicke, Zerbrechlicher Blasenfarn, Zweiblättrige Schattenblume.